# أنيتا ألفاريز دي وليامز
أنيتا ألفاريز دي وليامز (بالإنجليزية: Anita Álvarez de Williams)‏ هي عالمة الإنسان ومصورة ومؤرخة أمريكية، ولدت في 1931 في كاليكسيكو في الولايات المتحدة.